# Ryneldi Becenti
Ryneldi Becenti (Fort Defiance, 11 agosto 1971) è un'ex cestista statunitense, professionista nella WNBA.
È stata la prima nativa americana a giocare nella WNBA.

## Carriera
Con gli Stati Uniti ha disputato le Universiadi di Buffalo 1993.